# George Odgers
Georges James Odgers (1916-2008) est un soldat, journaliste et historien militaire australien. Il a servi dans l'armée australienne en tant que soldat et sous-officier puis obtient le grade de group captain dans l'armée de l'air. Il est parmi les auteurs de l'Histoire officielle de la contribution de l'Australie dans la Seconde Guerre mondiale, intitulé L'Australie dans la guerre de 1939-1945.